# Мілько Володимир Єфремович
Володимир Єфремович Мілько (нар. 5 липня 1911, Каланчак)  — український скульптор, член Спілки художників України.

## Біографія
Народився 5 липня 1911 в селі Каланчаку (тепер селище міського типу Херсонської області, Україна). 1941 року закінчив Київський художній інститут (викладачі Макс Гельман, Леонід Шервуд). Брав участь у німецько-радянській війні.
З 1961 року брав участь в республіканських виставках. Жив в Києві, в будинку на вулиці Дашавській, 27, квартира 53.

## Творчість
Працював в галузі монументальної та станкової скульптури. Основні твори:
- пам'ятник В. І. Леніну в Новодонецьку Ростовської області (1957);
- меморіальний ансамбль воїнам, загиблим у роки німецько-радянської війни, Донецьк (1958);
- «А. П. Чехов» (1961);
- пам'ятник М. І. Калініну в Умані (1963) та інше.